# Thomas Corneille

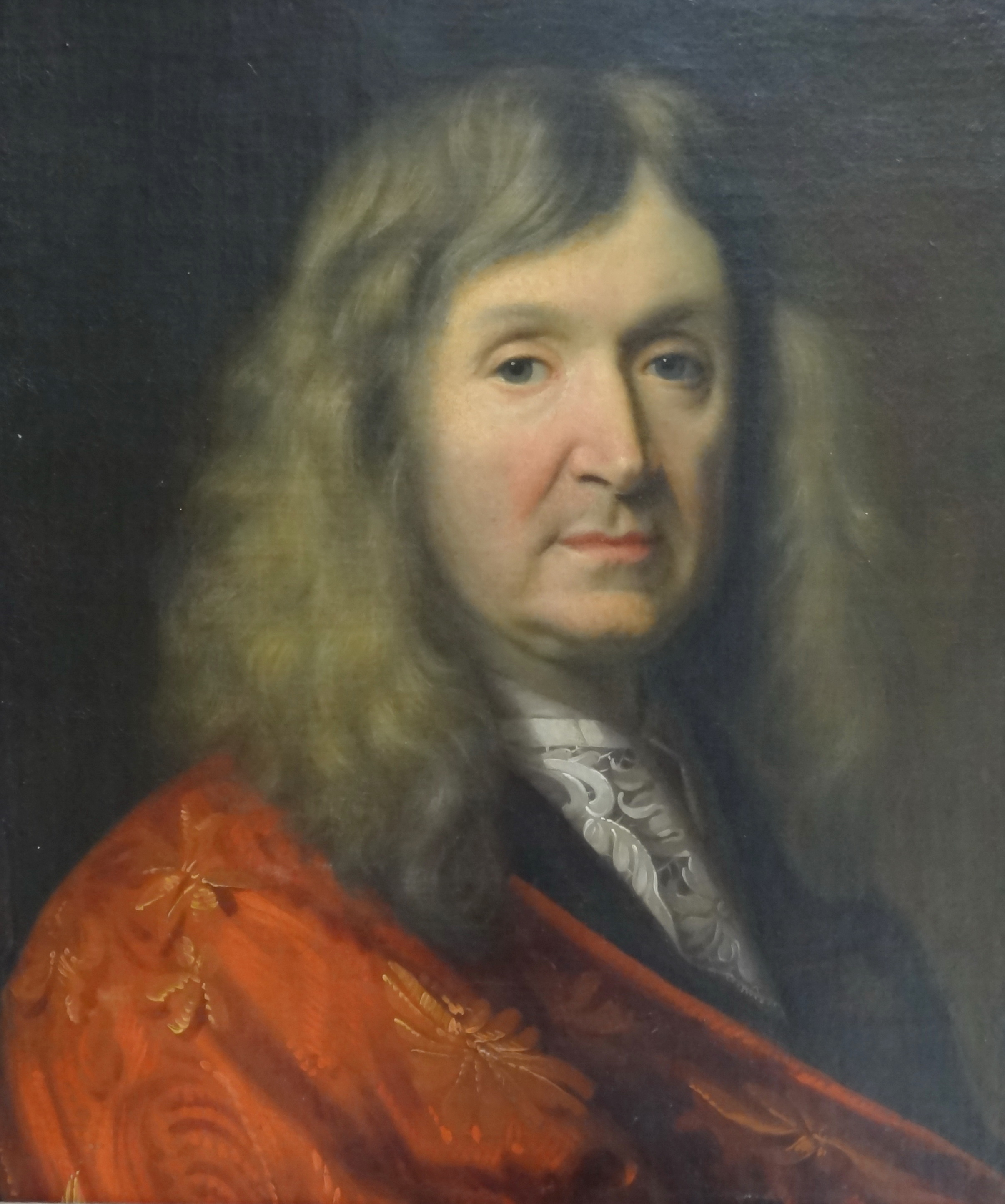
Thomas Corneille

Thomas Corneille (* 20. August 1625 in Rouen; † 8. Dezember 1709 in Les Andelys) war ein französischer Literat, der sich hauptsächlich als Dramatiker einen Namen machte. Er war der 19 Jahre jüngere Bruder von Pierre Corneille und ist meist nur noch in dieser Eigenschaft bekannt, obwohl er zu seinen Lebzeiten selbst durchaus erfolgreich und sehr angesehen war.
Thomas Corneille studierte, wie schon sein Vater und sein Bruder, Jura und erhielt 1649 die Zulassung als Anwalt am Parlement von Rouen. Ein Jahr später heiratete er eine Schwester der Frau seines Bruders und blieb auch sonst sehr eng mit diesem verbunden, der nach dem Tod des Vaters (1639) auch sein Vormund gewesen war. Er schrieb, lange Zeit unter der Obhut seines Bruders, rund 40 großteils erfolgreiche Komödien, Tragödien und Opernlibretti.

## Werk
Inspiriert von Calderón und Francisco de Rojas Zorrilla verfasste er zunächst Komödien: Les Engagements du hasard (1647), Le Feint astrologue (1648), Don Bertrand de Cigarral (1650). Die Letztere stand von 1659 bis 1661 regelmäßig auf dem Spielplan der Truppe Molières und fand auch noch 1685 den Beifall des Publikums.
Ab 1653, nachdem sich sein Bruder wegen des völligen Misserfolgs seiner Tragödie Pertharite vom Theater zurückgezogen hatte und einige Jahre lang keine Stücke verfasste, wandte Thomas sich mehr der Tragödie zu. Zunächst schrieb er die Tragikomödie Les illustres ennemis (1654), die gut aufgenommen wurde. Ein „Rückfall“ in die Komödie, 1655, Le Geôlier de soi-même, kam bestens an und wurde unter dem Titel Jodelet Prince noch im 18. Jahrhundert gespielt.
Die erste Tragödie Corneilles, Timocrate (1656), wurde einer der größten Erfolge der Zeit. Sie wurde in Anwesenheit des Königs, dem der Autor bei diesem Anlass vorgestellt wurde, uraufgeführt und binnen sechs Monaten 80 Mal in Folge gespielt.
In den nächsten Jahren brachte Corneille weitere Tragödien heraus: 1657 Bérénice, 1658 La Mort de l’empereur Commode, 1659 Darius.
Inzwischen hatte er Anschluss an den Finanzminister und großen Mäzen Nicolas Fouquet gefunden, mit dem gemeinsam er 1659 seinen Bruder Pierre dazu brachte, eine Rückkehr als Dramatiker zu versuchen. Von den drei Stoffen, die ihm Fouquet zur Bearbeitung vorschlug, wählte Pierre den Ödipus-Stoff und verfasste die Tragödie Oedipe. Aus den beiden anderen machte Thomas die Tragödien Camma und Stilicon (1660 und 1661). Danach verfasste er Pyrrhus, Roi d’Épire (Ende 1661), Maximian (1662), Persée et Démétrius (1662).
1662, nachdem die Corneilles anstelle Fouquets, der 1661 wegen vorgeblichen Amtsmissbrauchs verurteilt worden war, den Herzog von Guise als Mäzen gefunden hatten, verlegten sie gemeinsam ihren Wohnsitz von Rouen nach Paris, wo sie mit ihren Familien häufig sogar, wie schon vorher in der Heimatstadt, unter einem Dach lebten.
In der Folgezeit schrieb Thomas Antiochus (1666), Laodice (1668) und Le Baron d’Albikrac (1668); 1669 verfasste er die Komödie Le Galant doublé und Ende des Jahres die Tragödie La Mort d’Hannibal, danach La Comtesse d’Orgueil. Der Durchfall der beiden letzteren Stücke signalisierte eine Geschmacksänderung des Publikums: Der Stil der Corneilles (Pierre hatte begonnen, den erfolgreicheren Thomas im Stil nachzuahmen) war nicht mehr gefragt.
Thomas inspirierte sich nun an Jean Racine, der seit seinem großen Erfolg mit Andromaque (1667) den Ton angab in Paris. So schrieb er 1672 die mythologische Tragödie Ariane, die Voltaire später als seine beste beurteilte. Mit nur geringem Erfolg kamen danach die Tragödien Théodat (ebenfalls 1672) und La Mort d’Achille (1673) auf die Bühne.
Der Tod Molières 1673 bedeutete für seine Schauspieltruppe auch, dass sie einen neuen Autor brauchte. In diesem Kontext schrieb Thomas auf Wunsch von Armande Béjart, der Witwe Molières, dessen Prosastück Dom Juan (Don Juan), das 1665 verboten worden war, in eine Fassung in Versen um, die zugleich weniger anstößig war. Danach verfasste er die Komödie Dom César d’Avalos (1674).
1675 entstand, in Zusammenarbeit mit seinem Freund Jean Donneau de Visé, Circé, eine Tragödie mit Musik von Marc-Antoine Charpentier, die alle Möglichkeiten der damaligen Bühnenmaschinerie ausschöpfte: Berge wachsen, Statuen werden lebendig, aus Gärten werden Klippen, an die das Meer brandet und Ähnliches. Circé war ein großer Erfolg, an den Corneille im Herbst desselben Jahres mit L’Inconnu anschließen konnte. Le Triomphe des Dames, im Jahr darauf, fiel jedoch durch.
Als 1677 Racine dem Theater den Rücken kehrte, nachdem sein Stück Phèdre wegen einer Intrige schlecht aufgenommen worden war, versuchte sich Thomas Corneille wieder mit Tragödien. Le Comte d’Essex kam 1678 gut an. In Zusammenarbeit mit seinem Neffen Bernard le Bovier de Fontenelle als Librettisten und dem Komponisten Jean-Baptiste Lully entstanden 1678 Psyché und 1679 die Oper Bellérophon.
Ab 1677 erzielte Thomas Corneille ein zusätzliches Einkommen als Redakteur und Miteigentümer des monatlich erscheinenden Salonblattes Mercure Galant, das sein Freund Visé 1672 gegründet hatte. 1679 gelang ihm, erneut gemeinsam mit Visé, das Erfolgsstück La Devineresse.
Hiernach verließ ihn der Bühnenerfolg. Zwar schrieb er weiter, doch wurde La Pierre philosophale (1681) als „zu mysteriös“ befunden; ohne Nachhall blieben auch L’Usurier (1685), Le Baron des Fondrières (1686), Médée (1693, mit der Musik von Charpentier), die Tragödie Bradamante und die Komödie Les Dames vengées (beide 1695).
Zwischen 1669 und 1697 übersetzte Corneille Ovids Metamorphosen, und um 1702 erschien seine Übersetzung und Bearbeitung der Fabeln Äsops.
1685 war er an Stelle seines im Vorjahr verstorbenen Bruders einstimmig in die Académie française gewählt worden, die ihm nach dem Ausschluss von Antoine Furetière eine Ergänzung zum Dictionnaire de l’Académie anvertraute. Diese, ein Dictionnaire des arts et des sciences, kam am 11. September 1694 in Paris heraus. Davor waren die Notes de M. Corneille sur les Remarques de M. de Vaugelas erschienen (2 Bde., Paris 1687). 1694 hatte er mit der Arbeit an einem enzyklopädischen Werk begonnen, dem Dictionnaire universel géographique et historique, das ihn fast bis an sein Lebensende beschäftigen sollte und in drei Bänden 1708 in Paris erschien.
Da er nach und nach erblindete, hatte Corneille um 1700 seine Mitarbeit am Mercure galant eingestellt und sich damit einer wichtigen Einnahmequelle beraubt. 1701 wurde er zum Mitglied der Akademie der Inschriften gewählt. 1705  versetzte ihn die Académie française in den Stand eines Veteranen und befreite ihn von sämtlichen Verpflichtungen. Wegen der kostspieligen Verheiratung seiner Tochter mit Fontenelle und der nur geringen Einnahmen für sein Dictionnaire universel geriet Corneille zuletzt in ärmliche Verhältnisse. Um seinen Gläubigern zu entkommen, zog er sich nach Les Andelys zurück, wo seine Frau ein Haus geerbt hatte. Hier starb er am 8. Dezember 1709.
Positiver als Meyers Konversationslexikon beurteilte Voltaire den Dramatiker:
Le cadet n’avait pas la force et la profondeur du génie de l’aîné; mais il parlait sa langue avec plus de pureté, quoique avec plus de faiblesse. C’était un homme d’un très grand mérite, et d’une vaste littérature ; et si vous exceptez Racine, auquel il ne faut comparer personne, il était le seul de son temps qui fût digne d’être le premier au-dessous de son frère.
 Übersetzung:
Der Jüngere hatte nicht die Kraft und Tiefe des Genies seines älteren Bruders; aber seine Sprache hatte, auch wenn sie schwächer war, größere Reinheit. Er war ein sehr verdienstvoller Mann und besaß weitgespannte literarische Kenntnisse; und wenn man von Racine absieht, mit dem man niemanden vergleichen kann, war er zu seiner Zeit der Einzige, der des ersten Platzes unter seinem Bruder würdig war.